# Kristina Stiller
Kristina Stiller (ur. 23 czerwca 1987 w Darlington) – brytyjska wioślarka.

## Osiągnięcia
- Mistrzostwa Świata Juniorów – Banyoles 2004 – dwójka podwójna – 9. miejsce[1].
- Mistrzostwa Świata Juniorów – Brandenburg 2005 – czwórka podwójna – 3. miejsce[1].
- Mistrzostwa Świata U-23 – Hazewinkel 2006 – czwórka podwójna – 2. miejsce[1].
- Mistrzostwa Świata U-23 – Glasgow 2007 – czwórka podwójna – 3. miejsce[1].
- Mistrzostwa Europy – Ateny 2008 – dwójka podwójna – 5. miejsce[1].
- Mistrzostwa Świata – Poznań 2009 – ósemka – 5. miejsce[1].